# Neumann-sor
Neumann-sor alatt a
{\displaystyle \sum _{n=0}^{\infty }T^{n}}
alakú sorokat értik, ahol T egy operátor. Ez a mértani sor általánosításának tekinthető.
Az ilyen sorokat Carl Gottfried Neumann matematikusról nevezték el, aki 1877-ben használta fel a potenciálelméletben. A Neumann-sort használják a funkcionálanalízisben és hasznos korlátos operátorok spektrálanalízisénél is. A Fredholm-integrálegyenletek megoldásának alapját szolgáló Liouville-Neumann-sor is a Neumann-sorra alapul.

## Tulajdonságok
Tegyük fel, hogy T egy korlátos operátor az X normált téren. Ha a Neumann-sor konvergens az operátornormában, akkor Id – T invertálható, és az inverz maga a sor összege:
{\displaystyle (\mathrm {Id} -T)^{-1}=\sum _{n=0}^{\infty }T^{n}.}
A konvergencia garantált, ha X Banach-tér és |T| < 1 az operátornormában. Vannak viszont további eredmények is, amelyek gyengébb feltételek mellett is garantálják a konvergenciát.

Például elég, ha {\displaystyle T} a {\displaystyle \;\|T^{n}\|<1\;} feltételt teljesíti. Ekkor
{\displaystyle {\begin{aligned}(I-T)^{-1}=&\left(I+T+T^{2}+\dots +T^{n-1}\right)\cdot \left(I-T^{n}\right)^{-1}\\=&\left(I+T+T^{2}+\dots +T^{n-1}\right)\cdot \sum \limits _{k=0}^{\infty }T^{kn}\end{aligned}}}

## A lineáris operátorok invertálhatósága
Legyen V Banach-tér, például {\displaystyle V:=\mathbb {R} ^{n}}, és {\displaystyle A:V\to V} korlátos operátor, például az {\displaystyle A\in \mathbb {R} ^{n\times n}} négyzetes mátrixszal megadott lineáris leképezés. Tudjuk, hogy A minden {\displaystyle \gamma >0} skálázási tényezőre felírható, mint
{\displaystyle A={\tfrac {1}{\gamma }}(I-T_{\gamma })\;}, ahol {\displaystyle \;T_{\gamma }:=I-\gamma \,A.}
Ha most van olyan skálázási tényező, hogy {\displaystyle \|T_{\gamma }\|_{{}_{V\to V}}<1} az indukált operátornormában, akkor A invertálható, és inverze megadható a Neumann-sor felhasználásával:
{\displaystyle A^{-1}=\gamma \left(I+\sum _{k=1}^{\infty }T_{\gamma }{}^{k}\right)=\gamma \left(I+\sum _{k=1}^{\infty }(I-\gamma \,A)^{k}\right).}

## Az invertálható operátorok halmazának nyíltsága
Legyenek {\displaystyle B,B'} Banach-terek, és legyen {\displaystyle S:B\to B'} invertálható operátor. Ekkor minden más operátorra, T-re:
Ha S és T távolsága az operátornormában becsülhető úgy, hogy {\displaystyle \|T-S\|=q\,\|S^{-1}\|^{-1}}, ahol 0 < q < 1, akkor T szintén invertálható, és inverzének operátornormája ::{\displaystyle \|T^{-1}\|\leq {\tfrac {1}{1-q}}\|S^{-1}\|}.
Bizonyítás: Felbontjuk T-t a következőképpen:
{\displaystyle T=S(I-(I-S^{-1}T))}
Alkalmazzuk a második tényezőre a Neumann-sort. A konvergenciát a
{\displaystyle \|I-S^{-1}T\|\leq \|S^{-1}\|\,\|S-T\|\leq q<1}
feltétel biztosítja.
Következik, hogy az invertálható operátorok halmaza nyílt az operátornormára vonatkozóan.

## Bibliográfia
- Werner, Dirk. Funktionalanalysis (német nyelven). Springer Verlag (2005). ISBN 3-540-43586-7